# Рошан Луванг
Рошан Майнам Луванг  (род. 28 сентября 1996,Индия) — индийский профессиональный боец смешанных боевых искусств, выступавший под эгидой ONE Championship. Представляет сингапурскую команду Evolve fight team. Является 4-х кратным чемпионом штата Дели по борьбе.

## Биография
Рошан Луванг с 9-и лет занимался борьбой в Индии, став 4-х кратным чемпионом штата Дели. Затем начал заниматься смешанными единоборствами и заявил о себе в индийском промоушене SFL.
Профессиональный дебют в MMA у Луванга состоялся 5 ноября 2016 года в бою против Ксико Зорина Мави.
В 22 года присоединился к сингапурской команде Evolve fight team, став первым бойцом из Индии в их составе. Пройдя отбор он стал одним из 6 новичков организации, подписав трехлетний контракт на сумму 48 000 USD в год.
После присоединения к сингапурской команде провел серию из 3-х побед подряд, которая позволила ему занять 6-е место в рейтинге Южной Азии, и 26-е место в Юго-Восточной Азии в своем весе.
10 октября 2020 года одержал победу над китайским проспектом Лю Пенгом в рамках турнира ONE Championship: Reign of Dynasties